# Bleptina tripartita
Bleptina tripartita là một loài bướm đêm trong họ Noctuidae.